# 31451 Joenickell
31451 Joenickell este un asteroid din centura principală de asteroizi.

## Descriere
31451 Joenickell este un asteroid din centura principală de asteroizi. A fost descoperit pe 9 februarie 1999 la Grasslands de J. McGaha. Asteroidul prezintă o orbită caracterizată de o semiaxă mare de 2,28 ua, o excentricitate de 0,14 și o înclinație de 5,2° în raport cu ecliptica.